# Accord de Greentree
L'Accord de Greentree était le traité officiel qui a résolu le différend frontalier entre le Cameroun et le Nigéria sur la péninsule de Bakassi, riche en pétrole et en gaz naturel. 

## Contexte
Le différend remonte à des affrontements armés entre le Nigéria et le Cameroun qui ont eu lieu à Bakassi en 1913, 1981, 1994 et 1996. Le différend a été renvoyé à la Cour internationale de Justice qui a statué en faveur du Cameroun le 10 octobre 2002.

## Déroulement
Le 12 juin 2006, le président nigérian Olusegun Obasanjo et le président camerounais Paul Biya ont signé l'Accord de Greentree concernant le retrait des troupes et le transfert d'autorité dans la péninsule. Le retrait des troupes nigérianes a été fixé à 60 jours, avec une éventuelle prolongation de 30 jours. Le Nigéria a été autorisé à maintenir son administration civile et sa police à Bakassi pendant encore deux ans. Le différend entre les deux États a été réglé par la Cour internationale de justice, qui a tranché en faveur du Cameroun. Le gouvernement nigérian s'est conformé et a retiré ses troupes, motivé par le risque de perdre l'aide étrangère.

## Suivi
Un comité de suivi composé de représentants du Cameroun, du Nigéria, de l'ONU, de l'Allemagne, des États-Unis, de la France et du Royaume-Uni a été créé pour suivre la mise en œuvre de l'accord.

## Réactions
Le 13 août 2013, le Conseil de sécurité des Nations Unies a déclaré qu'il se félicitait de la fin pacifique deux jours plus tôt du régime spécial de transition dans la péninsule de Bakassi. 

## Voir Aussi